# Pokémon Channel
Pokémon Channel, noto come Pokémon Channel ~Insieme con Pikachu!~ (ポケモンチャンネル ～ピカチュウといっしょ!～?, Pokémon Channeru: Pikachū to issho!) in Giappone, è un videogioco d'avventura del 2003 della serie Pokémon sviluppato da Ambrella e pubblicato da The Pokémon Company e Nintendo per la console GameCube. In esso il giocatore ha l'obiettivo di guidare Pikachu e fargli conoscere il mondo circostante per mezzo di varie attività, come ad esempio la pesca, la lotta, l'andare in bicicletta o la pittura, ma anche attraverso la televisione e l'interazione ludica con altri Pokémon. L'ambiente intorno al personaggio è pienamente esplorabile, attraverso un nuovo effetto di texture 3D, ed è ricco di oggetti collezionabili. Il gameplay contiene elementi da gioco d'avventura, simulativo e di digital pet.
Il titolo venne concepito come successore di Hey You, Pikachu! (1998) per Nintendo 64 e principalmente come promotore del dispositivo Nintendo e-Reader. Fu presentato per la prima volta all'Electronic Entertainment Expo 2003 e successivamente in una serie di eventi promozionali della durata di un mese tenutisi a Sapporo, venendo poi pubblicato il 18 luglio 2003 in Giappone, il 1º dicembre in Nord America e il 1º aprile 2004 in Europa. In madrepatria vendette 66 373 copie nel suo primo anno d'uscita. Venne accolto da recensioni contrastanti, che generalmente ne criticarono il basso livello di interattività e gli effetti sonori ripetitivi, apprezzandone però gli aspetti collezionistici e visivi.

## Trama
Il gioco si apre con un gruppo di Magnemite che consegnano un televisore a casa del giocatore. Dopo aver acceso la televisione, il Professor Oak, un anziano studioso di Pokémon, chiede l'aiuto del giocatore per realizzare una nuova rete televisiva dedicata agli allenatori e i loro Pokémon per divertirsi insieme. Gli fa guardare un episodio di un anime chiamato Pichu Brothers in Party Panic! per poi introdurre le funzionalità di base del gioco. Il giocatore sente quindi alcune voci di Pokémon dall'esterno dell'abitazione, che risulta appartenere a un Pikachu e ad altre due creature, Treecko e Torchic. Mentre gli altri scappano, Pikachu rimane e il giocatore lo adotta. Oak decide pertanto di rendere anche il Pokémon Topo un beta tester della televisione.
Dopo aver completato alcuni incarichi, il giocatore torna nel canale di Oak e il Professore osserva che Pikachu si è comportato molto bene. L'eccitato Pikachu usa il suo attacco Fulmine sulla televisione e la distrugge. Imperterrito, Oak ordina al Magnemite di consegnare un televisore di riserva. La mattina dopo, il Professore osserva che il pubblico del giocatore ha dato vita alla rete e ha contribuito a generare nuovi format. Il protagonista trova quindi una fermata dell'autobus e visita il Bosco Smeraldo, un luogo apparso per la prima volta in Pokémon Rosso e Blu.
Il terzo giorno comincia con Pikachu addormentato nell'armadio e Oak che esprime piacere per lo sviluppo della relazione tra il Pokémon al giocatore. Il quarto giorno, Pikachu invita di nuovo i suoi amici. La mattina del quinto giorno, il Canale Notizie riporta una notizia dell'ultima ora: un disco contenente il quinto episodio inedito dei fratelli Pichu è stato perso mentre veniva trasportato agli studi televisivi. Dopo averlo recuperato, il giocatore lo restituisce a Magnemite e si dirige a casa per guardare l'ultimo episodio, insieme a un video chiamato Meowth's Party.
Oak informa il giocatore che ogni programma prodotto per la sua rete è andato in onda, ringraziando lui e il Pokémon Topo per il loro tempo, e annuncia l'imminente arrivo di un regalo. Il dono, che arriva la mattina seguente, è un dispositivo capace di consentire la visualizzazione di immagini lampeggianti nel cielo. Quella notte, il Professor Oak nota scioccato che un Pokémon, il raro e leggendario Jirachi, è arrivato a casa del giocatore. Quest'ultimo, Pikachu e Jirachi, successivamente, proiettano l'intera serie dei fratelli Pichu e Meowth's Party nel cielo affinché chiunque possa vederla.

## Modalità di gioco

Pikachu mentre guarda un programma di televendite, che consente di ottenere vari oggetti.

Pokémon Channel incorpora elementi di avventura, simulazione e digital pet. La grafica è in 3D, la prospettiva è in prima persona e il giocatore si muove e interagisce attraverso un cursore. Il gioco è incentrato sulla visione di programmi televisivi con un Pikachu, un Pokémon simile a un roditore. Il protagonista, che vive in una casa nella cittadina di Piperizia, può visualizzare liberamente i vari canali di una rete televisiva creata dal Professor Oak, nonché esplorare la casa e diversi spazi all'esterno di essa, dove è possibile imbattersi in numerosi Pokémon. Pikachu a volte mostra reazioni emotive durante la visione, come felicità o rabbia. L'avventura si svolge nell'arco di pochi giorni. L'orologio interno del GameCube tiene traccia del tempo in modo tale che ogni giorno di gioco duri almeno quanto un giorno in tempo reale.
I principali oggetti collezionabili disponibili in Pokémon Channel sono carte che raffigurano vari Pokémon. Tali oggetti, detti Nice Cards, esistono in tre forme: Singole, che mostrano semplicemente un'immagine; Motion, che sono olografiche; e Platinum, che riproducono inoltre i versi dei rispettivi Pokémon. Gli oggetti da collezione possono essere trovati facendo parlare Pikachu con altri Pokémon e aiutandoli, oppure ordinandoli da uno Squirtle. Una console Pokémon Mini virtuale nascosta sotto il letto del giocatore permette inoltre di riprodurre sei giochi: Snorlax's Lunch Time (esclusivo di questo gioco) e altri cinque precedentemente pubblicati per lo stesso dispositivo. I giochi sono semplici e basati sul ritmo.
Nelle versioni distribuite in Europa e in Australia è possibile ottenere, nel corso della partita, un esemplare di Jirachi. Tale Pokémon misterioso non è normalmente ottenibile nei videogiochi Pokémon Rubino e Zaffiro per Game Boy Advance ed è possibile trasferirlo dal GameCube alla console portatile via cavo. Nel gioco è inoltre presente un episodio inedito dedicato ai fratelli Pichu.

## Sviluppo e pubblicazione

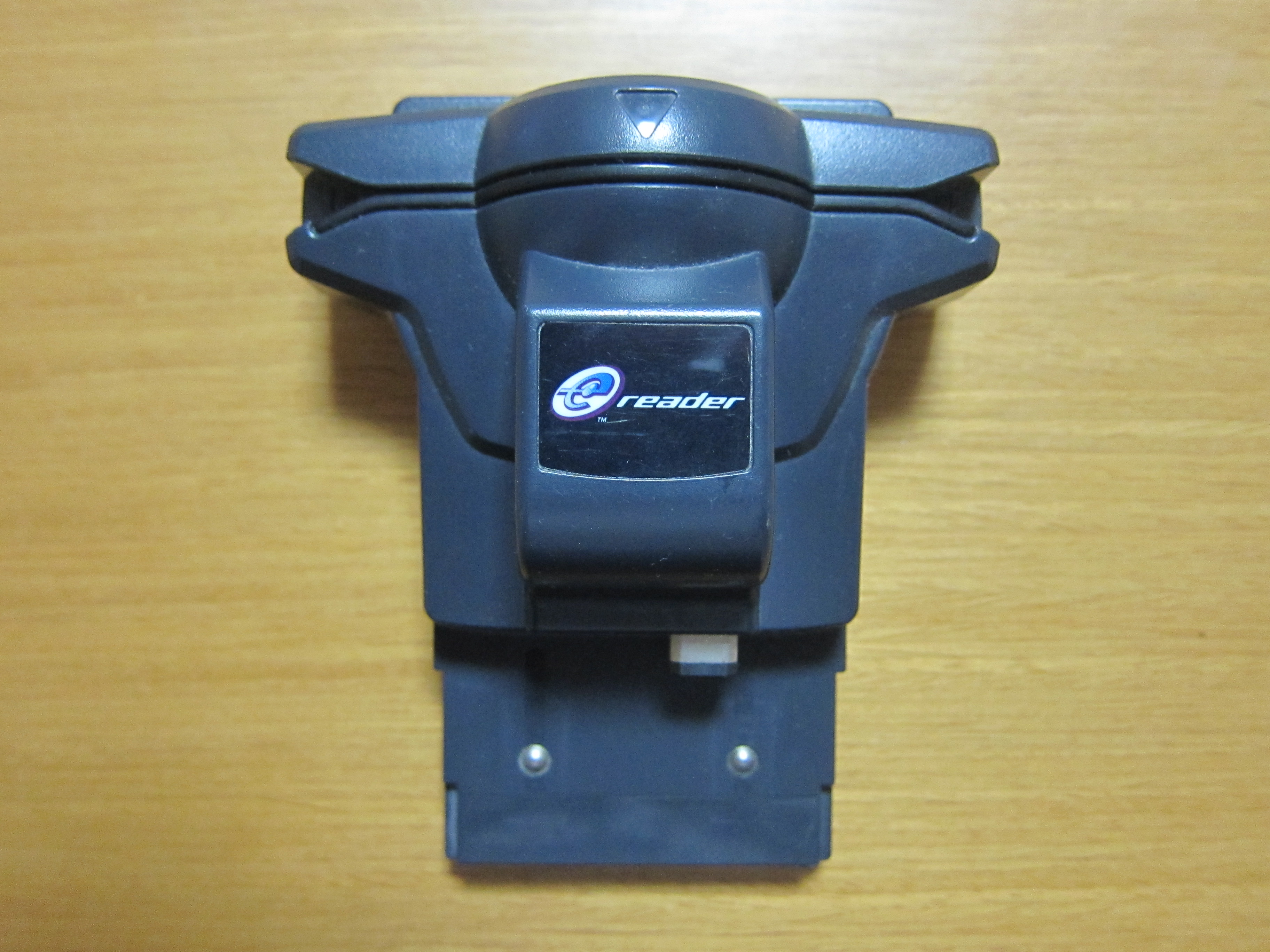
Il Nintendo e-Reader

Pokémon Channel è stato sviluppato dalla Ambrella e pubblicato da Nintendo e The Pokémon Company. È stato creato sia per promuovere la periferica Nintendo e-Reader sia come successore spirituale di Hey You, Pikachu!. Il gioco include tre schede compatibili con l'e-reader, ma non il dispositivo stesso. Quando scansionate, le carte permettono di caricare nuovi modelli che il giocatore può dipingere.
Il gioco utilizza l'effetto visivo dell'applicazione di filmati video pre-renderizzati a un poligono, in particolare gli spettacoli pre-registrati del gioco in televisione. Lo scrittore di IGN Anoop Gantayat ha elogiato l'implementazione di questo effetto, sebbene abbia notato alcuni piccoli problemi grafici visibili nel passaggio dalla visualizzazione a schermo intero a quella a distanza. Le voci dei Pokémon, inoltre, sono state prese dalla serie animata.
Pokémon Channel è stato annunciato per la prima volta il 14 maggio 2003 all'E3, dove lo staff di IGN ha notato che la demo del gioco sembrava essere all'inizio dello sviluppo a causa della frequenza instabile dei fotogrammi. Pokémon Channel è stato pubblicato il 18 luglio 2003 in Giappone, il 1º dicembre in Nord America e il 1º aprile 2004 in Europa. Il gioco è stato presentato a Sapporo, sede del Pokémon Festa 2003 (ポケモンフェスタ2003?), una serie di eventi promozionali della durata di circa un mese che si sono estesi in tutto il Giappone.

## Accoglienza
| Testata                           | Giudizio |
| --------------------------------- | -------- |
| GameRankings (media al 27-1-2014) | 50,51%   |
| Metacritic (media al 27-1-2014)   | 55/100   |
| 1UP.com                           | C+       |
| Famitsū                           | 31/40    |
| G4TV                              | 1/5      |
| Game Informer                     | 6,5/10   |
| GamePro                           | 3/5      |
| GameSpot                          | 5,4/10   |
| GameSpy                           | 1/5      |
| IGN                               | 5/10     |
| Jeuxvideo.com                     | 7/20     |
| Nintendo Power                    | 7,2/10   |
| SpazioGames.it                    | 5/10     |
| Thunderbolt Games                 | 5/10     |

Pokémon Channel ha ottenuto punteggi del 50,51% e del 55% sugli aggregatori di recensioni GameRankings e Metacritic. I revisori hanno ritenuto che il gioco fosse adatto solo ai fan di Pokémon e ai bambini piccoli: lo staff di 1UP.com ha riassunto che «i vari diversivi qui sono carini, prodotti in modo intelligente e divertenti, a patto che tu ami davvero i Pokémon», e che anche i fan si sarebbero annoiati se di cinque anni o più. Tokyo Drifter di GamePro ha intuito che il gioco era stato realizzato «su misura per fan sfegatati» e non avrebbe accontentato nessun altro. Mary Jane Irwin di IGN ha dichiarato che la sua interfaccia intuitiva, le numerose istruzioni e «l'intrattenimento spensierato» avrebbero divertito i giovani giocatori. La recensione di Nintendo Power lo ha definito una fonte di «ore di divertimento per i fan Pokémon». In una recensione dedicata a Pokémon Ranger (2007), Luke Albiges di Eurogamer ha incluso questo titolo tra gli «incassi vagamente correlati (al brand Pokémon) che portano l'illustre marchio».
I revisori hanno criticato il basso livello di interattività del gioco a causa della maggior parte del tempo trascorso nel guardare la televisione con Pikachu. Riassumendo il gameplay in generale come «debole», Ricardo Torres di GameSpot ha sostenuto che le idee promettenti del gioco sono state fondamentalmente smorzate dalla «trovata di dover guardare» virtualmente «i programmi televisivi» e dai lunghi periodi di tempo che ciò comporta. Leeper ha affermato che «Pikachu sarà soddisfatto molto più a lungo di te», ha denunciato la natura non interattiva dei canali elogiando il fatto che alcuni fossero sbloccabili. Darryl Vassar di GameSpy è andato anche oltre, affermando che non c'era «nessun gameplay». Di conseguenza, ha dato al gioco solo una stella su cinque, nonostante abbia definito la qualità dell'animazione e le voci dei Pokémon «decenti». Tokyo Drifter ha affermato che la sua bassa interattività e il ritmo lento sono i due maggiori ostacoli al divertimento. Irwin ha dichiarato che il giocatore avrebbe desiderato più interattività e ha condannato i programmi in generale, ad eccezione di quello dedicato ai fratelli Pichu, che ha definito «l'unico utile».
La grafica 3D del gioco ha ricevuto pareri tiepidi. Torres li ha ritenuti «decenti ma non spettacolari» e «insipidi». La sua lode si è concentrata sulle animazioni dei Pokémon con «animazioni distinte che si adattano alla loro personalità», in particolare quella di Pikachu. Vassar ha dichiarato che erano migliori di quelle del titolo per GameCube Pokémon Colosseum e ha considerato gli ambienti passabili, anche se noiosi ed eccessivamente limitati. Tokyo Drifter ha trovato questi ultimi «luminosi e colorati», e ha elogiato accoratamente le animazioni fluide e «adorabili» dei Pokémon.
Il comparto sonoro del gioco è stato accolto negativamente. Torres si è concentrato sulla loro ripetitività, affermando che parte della musica all'interno dei programmi era inizialmente orecchiabile ma in seguito sempre più fastidiosa, e che la scarsità di effetti sonori «mette il peso del carico audio sulle voci dei Pokémon, che, sebbene accurate, sono naturalmente ripetitive». Irwin e Vassar hanno prestato particolare attenzione alla ripetitività dei versi. Tokyo Drifter ha dato poca opinione sulle voci, ma ha trovato deludente la mancanza di doppiaggio per Oak. Torres ha inoltre lodato il gran numero di oggetti collezionabili e Pokémon, che favorivano la rigiocabilità di quest'ultimo. Tokyo Drifter, analogamente, ha definito il collezionismo «una parte importante dell'esperienza di gioco». Irwin ha trovato gli aspetti collezionistici un bel modo per passare il tempo e ha definito l'incorporazione del Pokémon mini virtuale «un bel diversivo».
Entro tre giorni dalla sua uscita in Giappone, Pokémon Channel totalizzò 12 581 copie, diventando così il tredicesimo gioco più venduto tra tutte le piattaforme durante la settimana di uscita (dal 14 al 20 luglio). Entro il 17 agosto 2003, le sue vendite giapponesi ammontavano a 38 617. Il titolo vendette 66 373 copie in Giappone entro il 28 dicembre dello stesso anno.